# Jan Benisławski
Jan Benisławski herbu Pobog (ur. 16 lipca 1735 w Zozuli w Inflantach, zm. 25 marca 1812 w Zozuli) – duchowny katolicki, jezuita, kanonik inflancki w 1789 roku.
Święcenia kapłańskie przyjął w 1768 w Wilnie. Członek Komisji Edukacji Narodowej. Od 1783 biskup koadiutor mohylewski i tytularny biskup Gadara w Palaestina Secunda. Organizator archidiecezji, zabiegał w Rzymie o jej kanoniczne uznanie. Administrator archidiecezji w latach 1800–1801. Od 1801 przebywał w Inflantach.
Kawaler orderów Orła Białego i Świętego Stanisława. Konstancja, poetka, była żoną jego brata Piotra.

## Wybrane publikacje
- Rozmyślania dla księży świeckich o powinnościach chrześcijańskich z listów i Ewangelii wzięte (t. 1-4, 1799-1803)
- Rozmyślania dla osób duchownych na wszystkie dni roku z listów i Ewangelii (3 t. 1850)
- Institutiones logice seu brevis tractatus de cultura ingenii (1774)